# Uffheim
Uffheim település Franciaországban, Haut-Rhin megyében. Lakosainak száma 1091 fő (2022. január 1.). Uffheim Magstatt-le-Bas, Stetten, Kappelen, Brinckheim, Bartenheim, Waltenheim és Sierentz községekkel határos.

## Népesség
A település népessége az elmúlt években az alábbi módon változott:
| Lakosok száma | 869  | 867  | 903  | 885  | 904  | 946  | 989  | 1040 | 1091 |
|               | 2013 | 2015 | 2016 | 2017 | 2018 | 2019 | 2020 | 2021 | 2022 |